# Conselho Executivo Federal (Iugoslávia)

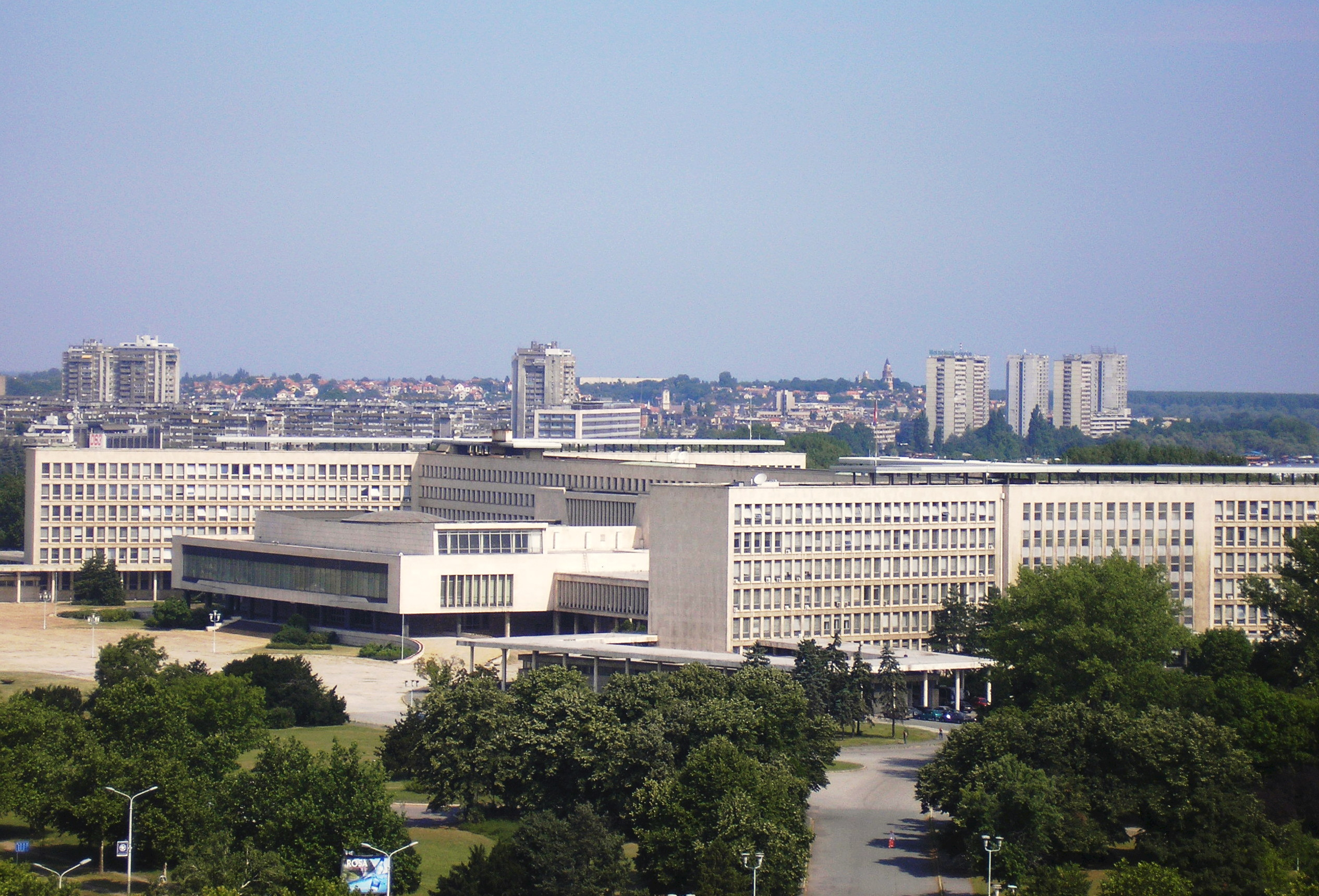
SIV 1, sede do Conselho Executivo Federal

O Conselho Executivo Federal (CEF, servo-croata: Savezno izvršno vijeće (SIV), Савезно извршно веће (СИВ)) era o órgão executivo da República Socialista Federativa da Iugoslávia (RSFI) responsável pelos assuntos de estado e por supervisionar a implementação das leis. Era composto por até 15 membros eleitos pela Assembleia Federal para um mandato de quatro anos e pelos Presidentees dos conselhos executivos das repúblicas e províncias. O Conselho Executivo Federal desempenhou um pel importante no Governo da RFSI desde sua criação em 1953 até a dissolução da Iugoslávia em 1992.

## Estrutura
O CEF era liderado por um Presidente (também chamado de primeiro-ministro, especialmente fora da Iugoslávia) e dois vice-Presidentees (vice-primeiros-ministros), que eram eleitos pela Assembleia Federal da RSFI por indicação do Presidentee. Os membros do conselho (também chamados de secretariados) foram eleitos para representar igualmente as seis repúblicas da Iugoslávia, bem como as duas regiões autônomas da Sérvia, Kosovo e Voivodina.  Tanto o Presidentee quanto os membros do conselho do CEF cumpriram mandatos de quatro anos. O Presidentee do CEF não podia servir por mais de dois mandatos consecutivos, no entanto, os membros do conselho tinham permissão para servir por até três mandatos, segundo certos estatutos. As eleições para um novo Conselho Executivo Federal ocorreriam ós a criação de cada nova Assembleia Federal e suas respectivas constituições. Os membros do CEF renunciaram automaticamente aos seus assentos na legislatura quando eleitos. O Presidentee do CEF tinha o direito de convocar uma reunião do conselho a qualquer momento. O Presidentee da República ou pelo menos cinco membros do conselho também tinham o direito de convocar uma reunião. 
O conselho era composto por seis secretarias federais:
- Defesa do Povo
- Relações Exteriores
- Assuntos Internos
- Finanças
- Justiça
- Transporte

O Comitê de Comércio Exterior e 12 secretarias internas em:
- Administração
- Direções
- Instituições administrativas
- Inspetorias
- Comissões [3]

O Conselho Executivo Federal como um todo era considerado um gabinete se alguém comparasse a Iugoslávia com outros países da época.  As secretarias federais eram o equivalente aos ministérios de outros países.

## Responsabilidades
O CEF era responsável pela maioria das tarefas diárias da assembleia da RSFI. Isso incluía a revisão da política definida pela assembleia da RSFI, a criação de projetos de lei federais a serem submetidos à assembleia da RSFI, a resentação de regulamentos orçamentários para o Orçamento Federal e a adoção de regulamentos para fazer cumprir os Estatutos Federais. 
A criação da legislação poderia levar cerca de um ano até que o CEF a envie à Assembleia Federal. Na década de 1970, o CEF esteve por trás da criação de legislação abordando questões controversas na Iugoslávia em relação às seis repúblicas. O CEF era um dos poucos órgãos burocráticos na Iugoslávia que tinha acesso a informações confiáveis necessárias para criar políticas eficazes. A Constituição da Iugoslávia de 1974 também deu ao CEF o direito de nomear membros do conselho para a nova presidência do estado, que se tornou a autoridade administrativa e de comando do Exército Popular Iugoslavo. Eles nomeariam os conselhos de segurança do Estado, defesa nacional, política externa e proteção da ordem constitucional. 

## História

### Eventos notáveis
Durante a revisão de 1953 da Constituição Iugoslava, Josip Broz Tito foi eleito Presidentee da Iugoslávia e do novo CEF por uma votação de 568-1. Sob essas revisões, o governo iugoslavo deveria funcionar sem o Parlamento até que novas eleições pudessem ocorrer na primavera de 1954. O Parlamento selecionou trinta dos seus próprios membros para servir no CEF.  
Em 1962, a Liga dos Comunistas da Iugoslávia planejou uma reestruturação do governo iugoslavo. Eles planejaram adicionar um “conselho superior”  liderado por um primeiro-ministro que assumiria o pel do CEF, dissolvendo efetivamente o conselho. Qualquer membro deste novo conselho poderá ser removido pelo Parlamento a qualquer momento. A Constituição Iugoslava de 1963 permitiu a criação de um novo conselho, mas não dissolveu o CEF. Em vez disso, esse novo conselho desempenharia um pel mais local, com foco na cultura, no bem-estar social e na administração pública nas seis repúblicas. Até 1963, a Presidência do Conselho era exercida simultaneamente pelo Presidentee da República Socialista Federativa da Iugoslávia. Depois de 1963, o Presidentee foi eleito pela Assembleia Popular Federal. Nenhum funcionário do governo poderia ocupar dois cargos ao mesmo tempo ós a Constituição de 1963, excluindo Tito.  
O Conselho foi sediado no edifício SIV 1 em Belgrado.
ós a morte de Tito em 1980, muitas das seis repúblicas começaram a exigir mais autonomia e expressaram seus interesses de forma mais agressiva. Para tentar resolver as negociações, o CEF confiou fortemente em medidas temporárias delineadas na constituição. Essas medidas não poderiam ser bloqueadas por delegações protestantes e só poderiam ser revogadas por decisão unânime das delegações. Essas medidas, que deveriam ser usadas enas por curtos períodos, foram amplamente utilizadas por longos períodos de tempo. O fracasso do CEF em criar legislação eficaz a longo prazo pode ser visto como um dos muitos fatores que levaram à desintegração da Iugoslávia. 

## Conselhos

### Segundo Conselho Executivo Federal de Josip Broz Tito
O Segundo Conselho Executivo Federal de Josip Broz Tito foi o governo nacional da Iugoslávia de 30 de janeiro de 1954 a 19 de abril de 1958. Josip Broz Tito foi seu Presidentee, servindo simultaneamente como Presidentee da república e Presidentee do partido. 
| Cargo                               | Membro | Membro               | Posse                 | Fim do Mandato      | Partido | Notas                                               |
| ----------------------------------- | ------ | -------------------- | --------------------- | ------------------- | ------- | --------------------------------------------------- |
| Presidentee                         |        |                      |                       |                     |         |                                                     |
| Presidentee                         |        | Josip Broz Tito      | 30 de janeiro de 1954 | 19 de abril de 1958 | SKJ     | Herói do Povo - 6 de novembro de 1944               |
| Vice-Presidentees                   |        |                      |                       |                     |         |                                                     |
| Vice-Presidentee                    |        | Edvard Kardelj       | 30 de janeiro de 1954 | 19 de abril de 1958 | SKJ     | Herói do Povo - 20 de dezembro de 1951              |
| Vice-Presidentee                    |        | Aleksandar Ranković  | 30 de janeiro de 1954 | 19 de abril de 1958 | SKJ     | Herói do Povo - 4 de julho de 1945                  |
| Vice-Presidentee                    |        | Svetozar Vukmanović  | 30 de janeiro de 1954 | 19 de abril de 1958 | SKJ     | Herói do Povo - 20 de dezembro de 1951              |
| Vice-Presidentee                    |        | Rodoljub Čolaković   | 30 de janeiro de 1954 | 19 de abril de 1958 | SKJ     | Herói do Povo - 27 de novembro de 1953              |
| Secretários de Estado               |        |                      |                       |                     |         |                                                     |
| Relações Exteriores                 |        | Koča Popović         | 30 de janeiro de 1954 | 19 de abril de 1958 | SKJ     | Herói do Povo - 27 de novembro de 1953              |
| Defesa Nacional                     |        | Ivan Gošnjak         | 30 de janeiro de 1954 | 19 de abril de 1958 | SKJ     | Herói do Povo - 17 de novembro de 1953              |
| Interior                            |        | Svetislav Stefanović | 30 de janeiro de 1954 | 19 de abril de 1958 | SKJ     | Herói do Povo - 27 de novembro de 1953              |
| Economia Nacional                   |        | Hasan Brkić          | 30 de janeiro de 1954 | 1955                | SKJ     | Herói do Povo - 27 de novembro de 1953              |
| Economia Nacional                   |        | Ivica Gretić         | 1955                  | 1956                | SKJ     |                                                     |
| Orçamento e Administração do Estado |        | Neda Božinović       | 30 de janeiro de 1954 | 1956                | SKJ     | Casada com o Herói do Povo Dobrivoje Radosavljević. |
| Finanças                            |        | Avdo Humo            | 1956                  | 19 de abril de 1958 | SKJ     | Herói do Povo - 27 de novembro de 1953              |
| Comércio de Commodities             |        | Marijan Brecelj      | 1956                  | 19 de abril de 1958 | SKJ     | Herói do Povo - 27 de novembro de 1953              |
| Assentos                            |        |                      |                       |                     |         |                                                     |
| Comércio Exterior                   |        | Hasan Brkić          | 1956                  | 19 de abril de 1958 | SKJ     | Herói do Povo - 27 de novembro de 1953              |

### Terceiro Conselho Executivo Federal de Josip Broz Tito
O Terceiro Conselho Executivo Federal de Josip Broz Tito foi o governo nacional da Iugoslávia de 19 de abril de 1958 a 29 de junho de 1963. Josip Broz Tito foi seu Presidentee, servindo simultaneamente como Presidentee nacional e secretário-geral da Liga dos Comunistas da Iugoslávia. 
| Cargo                   | Membro | Membro               | Posse               | Fim do Mandato      | Partido | Notas                                                                                    |
| ----------------------- | ------ | -------------------- | ------------------- | ------------------- | ------- | ---------------------------------------------------------------------------------------- |
| Presidentee             |        |                      |                     |                     |         |                                                                                          |
| Presidentee             |        | Josip Broz Tito      | 19 de abril de 1958 | 29 de junho de 1963 | SKJ     | Herói do Povo - 6 de novembro de 1944                                                    |
| Vice-Presidentees       |        |                      |                     |                     |         |                                                                                          |
| Vice-Presidentee        |        | Edvard Kardelj       | 19 de abril de 1958 | 29 de junho de 1963 | SKJ     | Herói do Povo - 20 de dezembro de 1951                                                   |
| Vice-Presidentee        |        | Aleksandar Ranković  | 19 de abril de 1958 | 18 de abril de 1963 | SKJ     | Renunciou em abril de 1963. Herói do Povo - 4 de julho de 1945                           |
| Vice-Presidentee        |        | Svetislav Stefanović | 18 de abril de 1963 | 29 de junho de 1963 | SKJ     | Substituiu Aleksandar Ranković em abril de 1963. Herói do Povo - 27 de novembro de 1953  |
| Vice-Presidentee        |        | Mijalko Todorović    | 19 de abril de 1958 | 29 de junho de 1963 | SKJ     | Herói do Povo - 5 de julho de 1952                                                       |
| Vice-Presidentee        |        | Rodoljub Čolaković   | 19 de abril de 1958 | 29 de junho de 1963 | SKJ     | Herói do Povo - 27 de novembro de 1953                                                   |
| Secretários de Estado   |        |                      |                     |                     |         |                                                                                          |
| Relações Exteriores     |        | Koča Popović         | 19 de abril de 1958 | 29 de junho de 1963 | SKJ     | Herói do Povo - 27 de novembro de 1953                                                   |
| Defesa Nacional         |        | Ivan Gošnjak         | 19 de abril de 1958 | 29 de junho de 1963 | SKJ     | Herói do Povo - 17 de novembro de 1953                                                   |
| Interior                |        | Svetislav Stefanović | 19 de abril de 1958 | 18 de abril de 1963 | SKJ     | Herói do Povo - 27 de novembro de 1953                                                   |
| Interior                |        | Vojin Lukić          | 18 de abril de 1963 | 29 de junho de 1963 | SKJ     | Substituiu Svetislav Stefanović em abril de 1963. Herói do Povo - 27 de novembro de 1953 |
| Finanças                |        | Nikola Minčev        | 19 de abril de 1958 | 1962                | SKJ     |                                                                                          |
| Finanças                |        | Kiro Gligorov        | 1962                | 29 de junho de 1963 | SKJ     |                                                                                          |
| Comércio de Commodities |        | Marijan Brecelj      | 19 de abril de 1958 | 18 de abril de 1963 | SKJ     | Herói do Povo - 27 de novembro de 1953                                                   |
| Comércio de Commodities |        | Dragutin Kosovac     | 18 de abril de 1963 | 29 de junho de 1963 | SKJ     |                                                                                          |
| Comércio Exterior       |        | Nikola Džuverović    | 18 de abril de 1963 | 29 de junho de 1963 | SKJ     |                                                                                          |
| Assentos                |        |                      |                     |                     |         |                                                                                          |
| Comércio Exterior       |        | Ljubo Babić          | 19 de abril de 1958 | 1960                | SKJ     |                                                                                          |
| Comércio Exterior       |        | Sergej Kraigher      | 1960                | 18 de abril de 1963 | SKJ     | Comitê promovido a secretariado em abril de 1963.                                        |

#### Membrosex officio
| Cargo  | Membro | Membro                 | Posse               | Fim do Mandato      | Partido | Notas                                                                           |
| ------ | ------ | ---------------------- | ------------------- | ------------------- | ------- | ------------------------------------------------------------------------------- |
| Membro |        | Osman Karabegović      | 19 de abril de 1958 | 29 de junho de 1963 | SKJ     | Presidentee do Conselho Executivo da República Popular da Bósnia e Herzegovina. |
| Membro |        | Jakov Blažević         | 19 de abril de 1958 | 10 de julho de 1962 | SKJ     | Presidentee do Conselho Executivo da República Popular da Croácia.              |
| Membro |        | Zvonko Brkić           | 19 de abril de 1958 | 29 de junho de 1963 | SKJ     | Presidentee do Conselho Executivo da República Popular da Croácia.              |
| Membro |        | Ljupčo Arsov           | 19 de abril de 1958 | 1961                | SKJ     | Presidentee do Conselho Executivo da República Popular da Macedônia.            |
| Membro |        | Aleksandar Grličkov    | 1961                | 29 de junho de 1963 | SKJ     | Presidentee do Conselho Executivo da República Popular da Macedônia.            |
| Membro |        | Filip Bajković         | 19 de abril de 1958 | 12 de julho de 1962 | SKJ     | Presidentee do Conselho Executivo da República Popular de Montenegro.           |
| Membro |        | Đorđije Pajković       | 12 de julho de 1962 | 29 de junho de 1963 | SKJ     | Presidentee do Conselho Executivo da República Popular de Montenegro.           |
| Membro |        | Miloš Minić            | 19 de abril de 1958 | 9 de junho de 1962  | SKJ     | Presidentee do Conselho Executivo da República Popular da Sérvia.               |
| Membro |        | Slobodan Penezić Krcun | 9 de junho de 1962  | 29 de junho de 1963 | SKJ     | Presidentee do Conselho Executivo da República Popular da Sérvia.               |
| Membro |        | Boris Kraigher         | 19 de abril de 1958 | 25 de junho de 1962 | SKJ     | Presidentee do Conselho Executivo da República Popular da Eslovênia.            |
| Membro |        | Viktor Avbelj          | 25 de junho de 1962 | 29 de junho de 1963 | SKJ     | Presidentee do Conselho Executivo da República Popular da Eslovênia.            |

### Primeiro Conselho Executivo Federal de Džemal Bijedić
O Primeiro Conselho Executivo Federal de Džemal Bijedić foi o governo nacional da República Socialista Federativa da Iugoslávia de 30 de julho de 1971 a 16 de maio de 1974. 
| Cargo                         | Membro | Membro             | Posse                 | Fim do Mandato        | Partido | Representação              |
| ----------------------------- | ------ | ------------------ | --------------------- | --------------------- | ------- | -------------------------- |
| Presidentee                   |        |                    |                       |                       |         |                            |
| Presidentee                   |        | Džemal Bijedić     | 30 de julho de 1971   | 17 de maio de 1974    | SKJ     | N/A (Bósnia e Herzegovina) |
| Representantes das Repúblicas |        |                    |                       |                       |         |                            |
| Vice-Presidentee              |        | Jakov Sirotković   | 30 de julho de 1971   | 17 de maio de 1974    | SKJ     | Croácia                    |
| Vice-Presidentee              |        | Anton Vratuša      | 3 December 1971       | 17 de maio de 1974    | SKJ     | Eslovênia                  |
| Membro                        |        | Momčilo Cemović    | 30 de julho de 1971   | 17 de maio de 1974    | SKJ     | Montenegro                 |
| Membro                        |        | Dušan Gligorijević | 30 de julho de 1971   | 17 de maio de 1974    | SKJ     | Sérvia                     |
| Membro                        |        | Trpe Jakovlevski   | 30 de julho de 1971   | 17 de maio de 1974    | SKJ     | Macedônia                  |
| Membro                        |        | Ivo Jerkić         | 30 de julho de 1971   | 17 de maio de 1974    | SKJ     | Bósnia e Herzegovina       |
| Membro                        |        | Borisav Jović      | 30 de julho de 1971   | 17 de maio de 1974    | SKJ     | Sérvia                     |
| Membro                        |        | Mirjana Krstinić   | 30 de julho de 1971   | 17 de maio de 1974    | SKJ     | Croácia                    |
| Membro                        |        | Emil Ludviger      | 30 de julho de 1971   | 12 de julho de 1973   | SKJ     | Croácia                    |
| Membro                        |        | Marko Orlandic     | 30 de julho de 1971   | 17 de maio de 1974    | SKJ     | Montenegro                 |
| Membro                        |        | Blagoj Popov       | 30 de julho de 1971   | 3 de dezembro de 1971 | SKJ     | Macedônia                  |
| Membro                        |        | Nikola Stojanović  | 3 de dezembro de 1971 | 17 de maio de 1974    | SKJ     | Bósnia e Herzegovina       |
| Membro                        |        | Imer Pula          | 30 de julho de 1971   | 17 de maio de 1974    | SKJ     | Kosovo                     |
| Membro                        |        | Geza Tikvicki      | 30 de julho de 1971   | 12 de julho de 1973   | SKJ     | Voivodina                  |
| Membro                        |        | Anton Vratuša      | 30 de julho de 1971   | 3 December 1971       | SKJ     | Eslovênia                  |
| Membro                        |        | Dragan Milojević   | 3 de dezembro de 1971 | 17 de maio de 1974    | SKJ     | Sérvia                     |
| Secretários de Estado         |        |                    |                       |                       |         |                            |
| Relações Exteriores           |        | Mirko Tepavac      | 3 de dezembro de 1971 | 1 de novembro de 1972 | SKJ     | N/A (Voivodina)            |
| Relações Exteriores           |        | Jakša Petrić       | 1 de novembro de 1972 | 5 de dezembro de 1972 | SKJ     | N/A (Croácia)              |
| Relações Exteriores           |        | Miloš Minić        | 5 de dezembro de 1972 | 17 de maio de 1974    | SKJ     | N/A (Sérvia)               |
| Defesa Nacional               |        | Nikola Ljubičić    | 30 de julho de 1971   | 17 de maio de 1974    | SKJ     | N/A (Sérvia)               |
| Interior                      |        | Džemal Bijedić     | 30 de julho de 1971   | 3 de dezembro de 1971 | SKJ     | N/A (Bósnia e Herzegovina) |
| Interior                      |        | Luka Banovic       | 3 de dezembro de 1971 | 17 de maio de 1974    | SKJ     | N/A (Montenegro)           |
| Finanças                      |        | Janko Smole        | 30 de julho de 1971   | 17 de maio de 1974    | SKJ     | N/A (Eslovênia)            |
| Comércio Exterior             |        | Muhamed Hadžić     | 30 de julho de 1971   | 12 de julho de 1973   | SKJ     | N/A (Bósnia e Herzegovina) |
| Comércio Exterior             |        | Emil Ludviger      | 12 de julho de 1973   | 17 de maio de 1974    | SKJ     | N/A (Croácia)              |
| Economia                      |        | Boško Dimitrijević | 30 de julho de 1971   | 17 de maio de 1974    | SKJ     | N/A (Sérvia)               |
| Justiça                       |        | Boris Snuderl      | 30 de julho de 1971   | 3 de dezembro de 1971 | SKJ     | N/A (Eslovênia)            |
| Justiça                       |        | Mugbil Bejzat      | 3 de dezembro de 1971 | 17 de maio de 1974    | SKJ     | N/A (Macedônia)            |
| Política Trabalhista e Social |        | Vuko Dragašević    | 30 de julho de 1971   | 17 de maio de 1974    | SKJ     | N/A (Montenegro)           |
| Agricultura                   |        | Ivo Kuštrak        | 30 de julho de 1971   | 17 de maio de 1974    | SKJ     | N/A (Croácia)              |
| Transporte e Comunicação      |        | Blagoj Popov       | 30 de julho de 1971   | 17 de maio de 1974    | SKJ     | N/A (Macedônia)            |
| Conselho Executivo Federal    |        | Ivan Franko        | 30 de julho de 1971   | 17 de maio de 1974    | SKJ     | N/A (Eslovênia)            |

### Segundo Conselho Executivo Federal de Džemal Bijedić
O Segundo Conselho Executivo Federal de Džemal Bijedić foi o governo nacional da República Socialista Federativa da Iugoslávia de 16 de maio de 1974 a 16 de maio de 1978. Džemal Bijedić foi seu primeiro Presidentee até sua morte em 18 de janeiro de 1977. Ele foi posteriormente substituído por Veselin Đuranović como Presidentee em 15 de março, encerrando o mandato de quatro anos do Conselho Executivo Federal. 
| Cargo                                             | Membro | Membro             | Posse               | Fim do Mandato        | Partido | Representação              |
| ------------------------------------------------- | ------ | ------------------ | ------------------- | --------------------- | ------- | -------------------------- |
| Presidentee                                       |        |                    |                     |                       |         |                            |
| Presidentee                                       |        | Džemal Bijedić     | 30 de julho de 1971 | 18 de janeiro de 1977 | SKJ     | N/A (Bósnia e Herzegovina) |
| Presidentee                                       |        | Veselin Đuranović  | 15 de março de 1977 | 16 de maio de 1978    | SKJ     | N/A (Montenegro)           |
| Representantes das Repúblicas                     |        |                    |                     |                       |         |                            |
| Vice-Presidentee                                  |        | Miloš Minić        | 16 de maio de 1974  | 16 de maio de 1978    | SKJ     | Sérvia                     |
| Vice-Presidentee                                  |        | Berislav Šefer     | 16 de maio de 1974  | 16 de maio de 1978    | SKJ     | Croácia                    |
| Vice-Presidentee                                  |        | Anton Vratuša      | 16 de maio de 1974  | 16 de maio de 1978    | SKJ     | Eslovênia                  |
| Vice-Presidentee                                  |        | Dobroslav Ćulafić  | 16 de maio de 1974  | 16 de maio de 1978    | SKJ     | Montenegro                 |
| Membro                                            |        | Mugbil Bejzat      | 16 de maio de 1974  | 16 de maio de 1978    | SKJ     | Macedônia                  |
| Membro                                            |        | Asen Simitčiev     | 16 de maio de 1974  | 16 de maio de 1978    | SKJ     | Macedônia                  |
| Membro                                            |        | Ljubomir Marković  | 16 de maio de 1974  | 16 de maio de 1978    | SKJ     | Montenegro                 |
| Membro                                            |        | Borisav Jović      | 16 de maio de 1974  | 16 de maio de 1978    | SKJ     | Sérvia                     |
| Membro                                            |        | Franjo Nađ         | 16 de maio de 1974  | 16 de maio de 1978    | SKJ     | Voivodina                  |
| Membro                                            |        | Radovan Pantović   | 16 de maio de 1974  | 16 de maio de 1978    | SKJ     | Sérvia                     |
| Membro                                            |        | Aslan Fazlija      | 16 de maio de 1974  | 16 de maio de 1978    | SKJ     | Kosovo                     |
| Membro                                            |        | Vajo Skendžić      | 16 de maio de 1974  | 16 de maio de 1982    | SKJ     | Croácia                    |
| Membro                                            |        | Janko Smole        | 16 de maio de 1974  | 16 de maio de 1978    | SKJ     | Eslovênia                  |
| Membro                                            |        | Gojko Ubiparip     | 16 de maio de 1974  | 16 de maio de 1978    | SKJ     | Bósnia e Herzegovina       |
| Secretários de Estado                             |        |                    |                     |                       |         |                            |
| Relações Exteriores                               |        | Miloš Minić        | 16 de maio de 1974  | 16 de maio de 1978    | SKJ     | N/A (Sérvia)               |
| Defesa Nacional                                   |        | Nikola Ljubičić    | 18 de maio de 1967  | 16 de maio de 1982    | SKJ     | N/A (Sérvia)               |
| Interior                                          |        | Franjo Herljević   | 16 de maio de 1974  | 16 de maio de 1982    | SKJ     | N/A (Bósnia e Herzegovina) |
| Finanças                                          |        | Momčilo Cemović    | 16 de maio de 1974  | 16 de maio de 1978    | SKJ     | N/A (Montenegro)           |
| Comércio Exterior                                 |        | Emil Ludviger      | 16 de maio de 1974  | 16 de maio de 1978    | SKJ     | N/A (Croácia)              |
| Mercado e Preços                                  |        | Imer Pulja         | 16 de maio de 1974  | 16 de maio de 1982    | SKJ     | N/A (Kosovo)               |
| Justiça                                           |        | Ivan Franko        | 16 de maio de 1974  | 16 de maio de 1978    | SKJ     | N/A (Eslovênia)            |
| Assentos                                          |        |                    |                     |                       |         |                            |
| Informação                                        |        | Muhamed Berberović | 16 de maio de 1974  | 16 de maio de 1978    | SKJ     | N/A (Bósnia e Herzegovina) |
| Energia e Indústria                               |        | Dušan Ilijević     | 16 de maio de 1974  | 16 de maio de 1978    | SKJ     | N/A (Voivodina)            |
| Agricultura                                       |        | Ivan Kuštrak       | 16 de maio de 1974  | 16 de maio de 1978    | SKJ     | N/A (Croácia)              |
| Transporte e Comunicaçãos                         |        | Boško Dimitrijević | 16 de maio de 1974  | 16 de maio de 1978    | SKJ     | N/A (Sérvia)               |
| Trabalho, Saúde e Proteção Social                 |        | Zora Tomić         | 16 de maio de 1974  | 16 de maio de 1978    | SKJ     | N/A (Eslovênia)            |
| Veteranos e Pessoas com Deficiência               |        | Mara Radić         | 16 de maio de 1974  | 16 de maio de 1978    | SKJ     | N/A (Bósnia e Herzegovina) |
| Turismo                                           |        | Milan Vukasović    | 16 de maio de 1974  | 16 de maio de 1978    | SKJ     | N/A (Montenegro)           |
| Relações Econômicas com Países em Desenvolvimento |        | Stojan Andov       | 16 de maio de 1974  | 16 de maio de 1978    | SKJ     | N/A (Macedônia)            |
| Trabalho e Emprego                                |        | Svetozar Pepovski  | 16 de maio de 1974  | 16 de maio de 1978    | SKJ     | N/A (Macedônia)            |
| Ciências e Cultura                                |        | Trpe Jakovlevski   | 16 de maio de 1974  | 16 de maio de 1978    | SKJ     | N/A (Macedônia)            |
| Planejamento Social                               |        | Milorad Birovljev  | 16 de maio de 1974  | 16 de maio de 1978    | SKJ     | N/A (Voivodina)            |
| Legislação                                        |        | Aleksandar Fira    | 16 de maio de 1974  | 16 de maio de 1982    | SKJ     | N/A (Sérvia)               |

### Conselho Executivo Federal de Veselin Đuranović
O Conselho Executivo Federal de Veselin Đuranović foi o governo nacional da Iugoslávia de 16 de maio de 1978 a 16 de maio de 1982. O conselho executivo federal tinha 29 membros. Veselin Đuranović foi o seu Presidentee. Outros 14 membros representavam as seis repúblicas do país (com dois membros cada) e as duas províncias autônomas (com um membro cada), servindo como vice-Presidentees ou como membros sem pasta. Os 14 membros restantes serviram como secretários e Presidentees federais. 
| Cargo                               | Membro | Membro                | Posse              | Fim do Mandato     | Partido | Representação              |
| ----------------------------------- | ------ | --------------------- | ------------------ | ------------------ | ------- | -------------------------- |
| Presidente                          |        |                       |                    |                    |         |                            |
| Presidente                          |        | Veselin Đuranović     | 16 de maio de 1978 | 16 de maio de 1982 | SKJ     | N/A (Montenegro)           |
| Representantes das Repúblicas       |        |                       |                    |                    |         |                            |
| Vice-Presidente                     |        | Branislav Ikonić      | 16 de maio de 1978 | 16 de maio de 1982 | SKJ     | Sérvia                     |
| Vice-Presidente                     |        | Ivo Margan            | 16 de maio de 1978 | 16 de maio de 1982 | SKJ     | Croácia                    |
| Vice-Presidente                     |        | Andrej Marinc         | 16 de maio de 1978 | 16 de maio de 1982 | SKJ     | Eslovênia                  |
| Vice-Presidente                     |        | Dragoljub Stavrev     | 16 de maio de 1978 | 16 de maio de 1982 | SKJ     | Macedônia                  |
| Vice-Presidente                     |        | Gojko Ubiparip        | 16 de maio de 1978 | 16 de maio de 1982 | SKJ     | Bósnia e Herzegovina       |
| Membro                              |        | Stojan Andov          | 16 de maio de 1978 | 16 de maio de 1982 | SKJ     | Macedônia                  |
| Membro                              |        | Vuko Dragašević       | 16 de maio de 1978 | 16 de maio de 1982 | SKJ     | Montenegro                 |
| Membro                              |        | Slobodan Gligorijević | 16 de maio de 1978 | 16 de maio de 1982 | SKJ     | Sérvia                     |
| Membro                              |        | Dušan Ilijević        | 16 de maio de 1978 | 16 de maio de 1982 | SKJ     | Voivodina                  |
| Membro                              |        | Radoje Kontić         | 16 de maio de 1978 | 16 de maio de 1982 | SKJ     | Montenegro                 |
| Membro                              |        | Bogoljub Nedeljković  | 16 de maio de 1978 | 16 de maio de 1982 | SKJ     | Kosovo                     |
| Membro                              |        | Vajo Skendžić         | 16 de maio de 1978 | 16 de maio de 1982 | SKJ     | Croácia                    |
| Membro                              |        | Boris Snuderl         | 16 de maio de 1978 | 16 de maio de 1982 | SKJ     | Eslovênia                  |
| Membro                              |        | Šukrija Uzunović      | 16 de maio de 1978 | 16 de maio de 1982 | SKJ     | Bósnia e Herzegovina       |
| Secretários de Estado               |        |                       |                    |                    |         |                            |
| Relações Exteriores                 |        | Josip Vrhovec         | 16 de maio de 1978 | 16 de maio de 1982 | SKJ     | N/A (Croácia)              |
| Defesa Nacional                     |        | Nikola Ljubičić       | 18 de maio de 1967 | 16 de maio de 1982 | SKJ     | N/A (Sérvia)               |
| Interior                            |        | Franjo Herljević      | 17 de maio de 1974 | 16 de maio de 1982 | SKJ     | N/A (Bósnia e Herzegovina) |
| Finanças                            |        | Petar Kostić          | 16 de maio de 1978 | 16 de maio de 1982 | SKJ     | N/A (Eslovênia)            |
| Comércio Exterior                   |        | Metod Rotar           | 16 de maio de 1978 | 16 de maio de 1982 | SKJ     | N/A (Macedônia)            |
| Mercado e Preços                    |        | Imer Pulja            | 16 de maio de 1978 | 16 de maio de 1982 | SKJ     | N/A (Kosovo)               |
| Justiça                             |        | Luka Banović          | 16 de maio de 1978 | 16 de maio de 1982 | SKJ     | N/A (Montenegro)           |
| Informação                          |        | Ismail Bajra          | 16 de maio de 1978 | 16 de maio de 1982 | SKJ     | N/A (Kosovo)               |
| Assentos                            |        |                       |                    |                    |         |                            |
| Energia e Indústria                 |        | Stojan Matkalijev     | 16 de maio de 1978 | 11 de maio de 1982 | SKJ     | N/A (Macedônia)            |
| Agricultura                         |        | Milovan Zidar         | 16 de maio de 1978 | 16 de maio de 1982 | SKJ     | N/A (Eslovênia)            |
| Transporte e Comunicaçãos           |        | Ante Zelić            | 16 de maio de 1978 | 16 de maio de 1982 | SKJ     | N/A (Croácia)              |
| Trabalho, Saúde e Proteção Social   |        | Svetozar Pepovski     | 16 de maio de 1978 | 16 de maio de 1982 | SKJ     | N/A (Macedônia)            |
| Veteranos e Pessoas com Deficiência |        | Milan Vukasović       | 16 de maio de 1978 | 16 de maio de 1982 | SKJ     | N/A (Sérvia)               |
| Legislação                          |        | Aleksandar Fira       | 16 de maio de 1978 | 16 de maio de 1982 | SKJ     | N/A (Sérvia)               |

### Conselho Executivo Federal de Milka Planinc
O Conselho Executivo Federal da Milka Planinc foi o governo nacional da Iugoslávia de 16 de maio de 1982 a 16 de maio de 1986. O conselho executivo federal tinha 29 membros. Milka Planinc foi sua Presidente. Outros 14 membros representavam as seis repúblicas do país (com dois membros cada) e as duas províncias autônomas (com um membro cada), servindo como vice-Presidentes ou como membros sem pasta. Os 14 membros restantes serviram como secretários e Presidentes federais. 
| Cargo                               | Membro | Membro              | Posse                  | Fim do Mandato         | Partido | Representação              |
| ----------------------------------- | ------ | ------------------- | ---------------------- | ---------------------- | ------- | -------------------------- |
| Presidente                          |        |                     |                        |                        |         |                            |
| Presidente                          |        | Milka Planinc       | 16 de maio de 1982     | 16 de maio de 1986     | SKJ     | N/A (Croácia)              |
| Representantes Nacionais            |        |                     |                        |                        |         |                            |
| Vice-Presidente                     |        | Zvone Dragan        | 16 de maio de 1982     | 16 de maio de 1984     | SKJ     | Eslovênia                  |
| Vice-Presidente                     |        | Janez Zemljarič     | 16 de maio de 1984     | 16 de maio de 1986     | SKJ     | Eslovênia                  |
| Vice-Presidente                     |        | Borislav Srebrić    | 16 de maio de 1982     | 16 de maio de 1986     | SKJ     | Sérvia                     |
| Vice-Presidente                     |        | Mijat Šuković       | 16 de maio de 1982     | 16 de maio de 1986     | SKJ     | Montenegro                 |
| Membro                              |        | Boro Denkov         | 16 de maio de 1982     | 16 de maio de 1986     | SKJ     | Macedônia                  |
| Membro                              |        | Živorad Kovačević   | 16 de maio de 1982     | 16 de maio de 1986     | SKJ     | Sérvia                     |
| Membro                              |        | Nedeljko Mandić     | 16 de maio de 1982     | 16 de maio de 1986     | SKJ     | Bósnia e Herzegovina       |
| Membro                              |        | Ivo Margan          | 16 de maio de 1982     | 16 de maio de 1984     | SKJ     | Croácia                    |
| Membro                              |        | Ljubomir Baban      | 16 de maio de 1984     | 16 de maio de 1986     | SKJ     | Croácia                    |
| Membro                              |        | Spasoje Medenica    | 16 de maio de 1982     | 16 de maio de 1986     | SKJ     | Montenegro                 |
| Membro                              |        | Abdulah Mutčić      | 16 de maio de 1982     | 16 de maio de 1984     | SKJ     | Bósnia e Herzegovina       |
| Membro                              |        | Ante Sučić          | 16 de maio de 1984     | 16 de maio de 1986     | SKJ     | Bósnia e Herzegovina       |
| Membro                              |        | Mito Pejovski       | 16 de maio de 1982     | 16 de maio de 1986     | SKJ     | Macedônia                  |
| Membro                              |        | Janko Smole         | 16 de maio de 1982     | 16 de maio de 1984     | SKJ     | Eslovênia                  |
| Membro                              |        | Jan Jerne           | 16 de maio de 1984     | 16 de maio de 1986     | SKJ     | Eslovênia                  |
| Membro                              |        | Jon Srbovan         | 16 de maio de 1982     | 16 de maio de 1986     | SKJ     | Voivodina                  |
| Membro                              |        | Rikard Štajner      | 16 de maio de 1982     | 16 de maio de 1986     | SKJ     | Croácia                    |
| Membro                              |        | Dimitrije Tasić     | 16 de maio de 1982     | 16 de maio de 1986     | SKJ     | Kosovo                     |
| Secretários de Estado               |        |                     |                        |                        |         |                            |
| Relações Exteriores                 |        | Lazar Mojsov        | 16 de maio de 1982     | 16 de maio de 1984     | SKJ     | N/A (Macedônia)            |
| Relações Exteriores                 |        | Raif Dizdarević     | 16 de maio de 1984     | 16 de maio de 1986     | SKJ     | N/A (Bósnia e Herzegovina) |
| Defesa Nacional                     |        | Branko Mamula       | 16 de maio de 1982     | 16 de maio de 1986     | SKJ     | N/A (Croácia)              |
| Interior                            |        | Stane Dolanc        | 16 de maio de 1982     | 16 de maio de 1984     | SKJ     | N/A (Eslovênia)            |
| Interior                            |        | Dobroslav Ćulafić   | 16 de maio de 1984     | 16 de maio de 1986     | SKJ     | N/A (Montenegro)           |
| Finanças                            |        | Jože Florjančič     | 16 de maio de 1982     | 13 de dezembro de 1983 | SKJ     | N/A (Eslovênia)            |
| Finanças                            |        | Vlado Klemenčič     | 13 de dezembro de 1983 | 16 de maio de 1986     | SKJ     | N/A (Eslovênia)            |
| Comércio Exterior                   |        | Milenko Bojanić     | 16 de maio de 1984     | 16 de maio de 1986     | SKJ     | N/A (Sérvia)               |
| Mercado e Preços                    |        | Luka Reljić         | 16 de maio de 1982     | 16 de maio de 1984     | SKJ     | N/A (Bósnia e Herzegovina) |
| Mercado e Preços                    |        | Siniša Korica       | 16 de maio de 1984     | 16 de maio de 1986     | SKJ     | N/A (Voivodina)            |
| Justiça                             |        | Borislav Krajina    | 16 de maio de 1982     | 16 de maio de 1986     | SKJ     | N/A (Bósnia e Herzegovina) |
| Informação                          |        | Mitko Čalovski      | 16 de maio de 1982     | 17 de julho de 1985    | SKJ     | N/A (Macedônia)            |
| Informação                          |        | Aleksandar Petković | 17 de julho de 1985    | 16 de maio de 1986     | SKJ     | N/A (Sérvia)               |
| Assentos                            |        |                     |                        |                        |         |                            |
| Energia e Indústria                 |        | Rade Pavlović       | 16 de maio de 1982     | 16 de maio de 1986     | SKJ     | N/A (Croácia)              |
| Agricultura                         |        | Milorad Stanojević  | 16 de maio de 1982     | 16 de maio de 1986     | SKJ     | N/A (Montenegro)           |
| Transporte e Comunicaçãos           |        | Nazmi Mustafa       | 16 de maio de 1982     | 16 de maio de 1984     | SKJ     | N/A (Kosovo)               |
| Transporte e Comunicaçãos           |        | Mustafa Pljakić     | 16 de maio de 1984     | 16 de maio de 1986     | SKJ     | N/A (Kosovo)               |
| Trabalho, Saúde e Proteção Social   |        | Đorđe Jakovljević   | 16 de maio de 1982     | 16 de maio de 1986     | SKJ     | N/A                        |
| Veteranos e Pessoas com Deficiência |        | Dragomir Nikolić    | 16 de maio de 1982     | 16 de maio de 1984     | SKJ     | N/A                        |
| Veteranos e Pessoas com Deficiência |        | Jovko Jovkovski     | 16 de maio de 1984     | 16 de maio de 1986     | SKJ     | N/A (Macedônia)            |
| Legislação                          |        | Janko Česnik        | 16 de maio de 1982     | 16 de julho de 1983    | SKJ     | N/A (Eslovênia)            |
| Legislação                          |        | Petar Vajović       | 16 de julho de 1983    | 16 de maio de 1986     | SKJ     | N/A (Sérvia)               |